# 詹姆斯·安东尼·弗劳德
詹姆斯·安东尼·弗劳德（1818年4月23日—1894年10月20日）是一位英国存在主义哲学家、傳記作家和历史学家，曾任圣安德鲁斯大学和牛津大学教授，主要作品有《阿拉贡的凯瑟琳：王室联姻、废后风波与英格兰宗教改革大风暴》（The Divorce of Catherine of Aragon: The Story as Told by the Imperial Ambassadors Resident at the Court of Henry VIII，1891年）、论文集《大问题小议论》（Short Studies on Great Subjects，1867–1882年）等。